# FGM-148標槍飛彈
FGM-148標槍飛彈（FGM-148 Javelin）是美國研製的一種單兵反坦克飛彈。

## 历史
自1989年开始研制，由德州儀器和马丁公司合作，1994年投产，1996年正式服役，取代控制手段落后的M47“龙”式反坦克导弹。

## 概述
標槍飛彈是一種射前鎖定射後不理飛彈，此系統對裝甲車輛採用頂部攻擊的飛行模式，攻擊一般而言較薄的頂部裝甲，但也可以用直接攻擊模式攻擊建築物或防禦陣地，直接攻擊模式時此飛彈也可以用以接戰直昇機。頂部攻擊時的飛高可達150米，直接攻擊時則是50米。是世界上第一种采用焦平面阵列技术的便携式反坦克导弹。此武器系統配備了一個紅外線成像搜尋器，並使用兩枚錐形裝藥的縱列彈頭，前一枚引爆任何爆炸性反應裝甲，主彈頭貫穿基本裝甲。標槍飛彈曾用於2003年的伊拉克戰爭，並對伊拉克的T-72坦克和69式坦克造成毀滅性打擊。
此飛彈會從發射器中彈出離操作者的一段安全距離後再點燃火箭引擎，這使得看見發射者變得更為困難，並使飛彈能從建築物內發射，不過發射筒的後燄仍可對附近人員造成傷害。歸功於射後不理系統，操作小組可在飛彈發射後立刻移位，此發射方式稱軟式發射系統，可於陣地內或掩蔽物後方發射，傳統硬式發射系統因筒後焰過大無法做到此種發射方式，而前者的戰場存活率及伏擊效果就遠大於後者。
此武器系統通常由兩人小組操作，一名射手和一名攜彈員，當射手描準和發射飛彈時，攜彈員搜尋下個目標並注意敵軍威脅如車輛和部隊。
在2001年阿富汗戰爭，美軍利用標槍飛彈進行反叛亂作戰，主要用來摧毀敵軍的DShK重機槍或B-10無後座力砲，以填補AT4和M203射程不足的空缺。
標槍飛彈亦被美國特種作戰部隊在敘利亞內戰所使用。
2022年俄羅斯入侵烏克蘭期間，多個北約成員國向烏克蘭供應過千枚標槍飛彈，並在戰場上取得卓越的戰績。目前已知有超過230部俄軍裝甲車輛被烏軍的標槍飛彈重創或摧毀，有部份則被繳獲。另外，網上亦流傳一幅圖像展示聖母瑪利亞手持標槍飛彈發射器，此圖像被稱為“聖標槍”（Saint Javelin），目前已在社交媒體中得到關注，並成為烏克蘭抵抗俄羅斯侵略的象徵。另一方面，俄軍亦繳獲了一些標槍飛彈組件，但目前仍未清楚它們是包含實彈的發射器，抑或只是發射後被丟棄的發射筒。不過美軍發現俄軍在這段時間，將其擄獲的北約武器，也提供給伊朗等國家研究，很有可能已經開始進行仿製。2022年3月18日，五角大樓指出自戰爭開始后，使用标枪飞弹的乌军达到了创纪录的效率:烏軍所發射的112枚標槍飛彈當中就有100枚命中了目標。

## 部件
標槍飛彈全系統重22.3公斤，主要由兩個模組構成：M98A1射控裝置、飛彈發射筒，而飛彈發射筒除了飛彈之外還裝有冷卻紅外線尋標器的冷卻單元。標槍飛彈在發射筒內的安全儲存壽限為10年，它的操作程序便于掌握，发射方式多样。在机动近距离时，它可由士兵携带使用；距离远时，或从飞机上伞降空投，或从机动车辆上发射。其攻击威力大于M47“龙”，与“托式”2改进型相当。
一套“标枪”反坦克导弹系统要价10.6万美元，一个红外寻標器要价7.5万美元。按计畫，到2006年美陆军武库要有26000多枚，海军陆战队也要有4600多枚。

### 發射筒組件
發射筒組件，操作小組的兩人各帶一支可棄式發射桶稱為發射筒組件，內裝飛彈，並可在嚴苛的環境中保護此飛彈，此發射筒亦內建有電子零件和鎖扣系統，使得從控制發射元件安裝和移除飛彈是非常快速和簡單的過程。

### 控制發射装置
M98A1控制發射装置（CLU）為控制標槍飛彈攻擊的主要裝備，其電力供給來源使用無法充電的BA-5590／U鋰二氧化硫電池，電池壽命視使用狀況約有30分鐘至4小時的使用期限。如果是訓練時，則是配賦可充電型的BB390A電池。
CLU可以在全天候運作，白晝時可使用毋須電力的4倍光學鏡頭尋找目標；在夜間或惡劣環境時，由熱成像儀搜索，如此反裝甲飛彈射手可以自行搜尋目標，部署也就更有彈性。美軍在2006年授與Toyon Research Corporation一份合約將現有CLU升級，使其具備傳送目標影像和GPS座標給其他部隊的能力。

#### 白晝模式
白晝模式，第一種觀察模式是4倍放大的白晝模式，這主要用在白天靠可見光搜索，此模式也用於日出和日落時間，因為地表的快速加溫和／或冷卻，使得熱像儀在這段時間難以聚焦。

#### 廣角模式
廣角模式，第二種觀察模式是4倍放大的夜視模式，會向射手顯示一幅觀察地區的熱影象，這也是主要使用的觀看模式，因為此模式可偵測紅外輻射並發現隱蔽的部隊和載具，銀幕會顯示出一幅綠色比例的畫面，並可調整對比和明暗。CLU內部透過一個外部加裝的小型冷卻系統降溫，這很大程度的提高了熱像儀的靈敏度，因為儀器的內部溫度會比偵測目標低很多，提升的靈敏度使射手可以讓CLU顯示出偵測地區中溫差僅數度的詳細畫面，射手使用兩個類似現代飛行員座艙用的手把來操作影像，此模式是射手將畫面對準和判斷發出最佳熱訊號的區域以鎖定飛彈的時候。

#### 望遠模式
望遠模式，在最佳目標區域決定後，射手壓下兩個扳機中的其中一個，就會自動轉成第三種模式，9倍放大的熱像模式，變焦過程類似多數現代相機的自動變焦，這時也可切換至之前提到的全部模式，一鍵即可完成。此模式不是很受歡迎，因為高倍的畫面使得掃瞄大片地區時須花費更多時間，射手在此模式可更進一步瞄準飛彈，並設定裝在飛彈內的導引系統。此模式是資訊自CLU傳送至發射筒組件，然後送至飛彈的導引系統的時候，若射手對發射飛彈感到不安，他仍可切回其他模式而無須發射飛彈，當射手對目標畫面肯定時，他壓下第二個扳機，完成鎖定，飛彈會在短時間後發射。

### 红外成像尋標器
红外成像尋標器，也叫红外传感系统。它由红外传感器和多模跟踪器组成。红外成像寻的头的最大优势是采用焦平面阵列新技术。这个阵列虽然没有指甲大，却有4,096个探测单元，工作在8~10微米远红外波段，具有体积小、重量轻、功耗低和目标探测距离远等特点。它能在浓密的烟雾和黑暗环境中发现目标，并显示出清晰的图像让射手识别目标。其多模跟踪器配有微处理机，因而能自动按搜索程序捕捉目标，按预编程序逻辑跟踪乃至命中目标。

### 战斗部
標槍飛彈彈頭導入串列式裝藥設計。由於反裝甲飛彈主要使用以門羅效應蝕穿裝甲的錐孔裝藥，而這種理論對近代戰車最不利處是如果燒蝕介質出現轉換，穿甲能力將會遽降。標槍飛彈的串列裝藥第一段錐孔裝藥體積較小，用於先破壞反應裝甲，第二段錐孔裝藥是破壞裝甲的主力，將飛彈彈頭大多數能量用在第二段炸藥上。
標槍飛彈的穿甲能力目前多為推測值，1990年代量產的早期型推測穿甲深度有650公厘，在21世紀量產的最新型號外界推測至少有800公厘的穿甲能力。飛彈攻擊模式可以攻頂或是正面撞擊，由射手在發射時選擇。
儘管標槍飛彈的彈頭對現役主力戰車仍然有效，但是美軍在阿富汗等戰場發射反甲飛彈多是為了對據點進行壓制，而不是反戰車。美軍紅石兵工廠下屬的航空與飛彈研發與工程製作中心為FGM-148F研發了一種多用途彈頭（MPWH），在維持反甲效果及同等重量下，MPWH彈頭對軟性目標傷害較現役串列式彈頭增加一倍殺傷空間。

### 推進器
標槍飛彈的推力來自於兩級式固態火箭引擎。第一級推進稱為軟射，第一級火箭在飛彈離開發射管前會燃燒約100毫秒，飛彈像是在無尾焰排放狀態被「彈出」發射管；第二段主推進火箭在飛彈抵達與射手間之安全距離後啟動，固態火箭燃燒約可飛行850公尺，之後便以滑翔方式朝目標攻擊。標槍飛彈的射程目前公布是2至2.5公里，但如果就硬體能力評估，標槍飛彈的實際可用射程可能有4公里以上。但是因為目前CLU可搜索距離未能達到2.5公里以上，4公里等是在標槍飛彈自行搜尋目標的狀況下可實踐的理論射程。
由于初始推动的推力低，使用的又是低烟推进剂，形成了软发射，大大减少了发射时的後座力、后喷焰和扬尘，因此其增强了发射阵地的隐蔽性。这种特点使“标枪”可从狭小的建筑物内或掩蔽阵地上发射，因而很适合在城区作战中使用。

## 訓練
操作小組必須對所有的控制都極為熟練並能流暢執行任務使能有效部署，接受對此武器系統訓練的美國部隊會在位於喬治亞州班寧堡的美國陸軍步兵學校訓練兩個禮拜，士兵會學習基礎的保養和維修、任務和能力、安裝和卸下、和可能的射擊位置，士兵也會學習如何判斷不同載具，即使在僅能見模糊輪廓的情況。士兵必須能完成各種限時操演，才能在訓練和戰時使用此武器系統。美國多數的陸軍基地也都有設立類似課程教導如何使用此武器系統，這些課程內容可能略有不同，可能因預算問題、士兵總數與類似設備數量比，以及擁有的時間和資源使一些次要要求被省略。在步兵學校與陸軍基地的訓練課程皆要求操作士兵操作此武器系統須達專業水準才能在訓練和戰時時使用。

## 優點和缺點

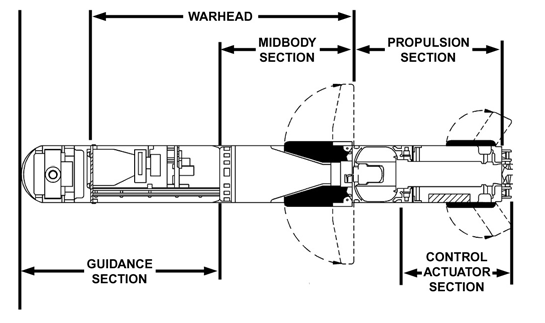
標槍飛彈組件圖

### 優點
此單兵攜帶式武器系統可輕易將主要部件分拆，並在須要時輕易組裝，與其他較累贅的反坦克武器系統相比，此差別很明顯，例如，一枚拖式飛彈須要一個重型三腳架，一個笨重的熱像儀保護盒，一個更大、更長的發射筒，並須花費更多時間組裝和準備，標槍飛彈（雖然也很重）則比其他飛彈和它們的必要部件輕。
雖然CLU的熱像畫面可能會阻礙瞄準，它的熱像標定系統使得標槍可以射後不理，這使發射者有機會不被看見並也許移至另一個新的發射角度，或在敵人發覺自己受到攻擊前離開此地區，這比使用線導系統安全得多，因為線導系統發射者必須停在發射地點並將飛彈導引至目標。目前最新型的標槍飛彈射程曾在2013年2月的測試時出現4,750公尺射程，在2016年6月在英國實施的射擊測試中，對5個距離在1.2至4.3公里之間的目標進行攻擊，命中率為100%。
另一個優點是標槍的摧毀能力，此飛彈使用縱列錐形裝藥彈頭，並針對貫穿反應裝甲而製造，標槍設計目標是能貫穿任何坦克裝甲，並曾在公認防禦力最高之一的M1艾布蘭坦克測試過。由於配備了頂部攻擊模式的標槍，因此可輕易摧毀此坦克，因為頂部為絕大數坦克最弱的地方。
標槍的軟發射能力使它能有最小的後燄區域，這使標槍能從多種建築物內發射，這使標槍在都市戰中比起被廣泛使用的AT4更具優勢，因AT4有很大的後燄區域，若從一個小建築物內發射AT4，它的大後燄區域會嚴重傷害操作人員。

### 缺點
標槍飛彈全發射組件雖然比拖式飛彈輕，但總重量仍然有22.3公斤，且這數量還沒納入備用電池。BA-5590／U重1公斤，一般的電池攜帶數量（不計多數小隊都會帶的「以防萬一」電池）是5—10枚，視任務長度此數目也可能更多或更少。雖然整體重量在2人步兵單位可以攜帶的範圍內，但還是比陸軍期待的重量要重上許多，也超過美軍規範的步兵承重總量。此系統的重量和正常戰鬥負重使標槍小隊成為美國陸軍部署負荷最重的基本步兵單位，另一個可與之相比的兩人步兵小隊是M240G機槍隊。
另一不利處是它對熱像儀索敵的依賴度高，熱像儀在冷卻部件將系統降溫前將無法使用，生產商評估此過程約須等30秒才能完成，但取決於週邊氣溫，也可能須花費更長時間，熱像儀也常會被使地表快速升溫和降溫的自然現像妨礙，這可能會干擾對預定目標的辨認和鎖定。
同時對標槍飛彈來說最大的問題還是價格，在2002年的報價，標槍飛彈全系統是126,000美金，飛彈價格78,000美金。由於持續改良，標槍飛彈的造價已經從1990年代量產時至漲幅三倍以上。
标枪导弹被设定为主要攻击坦克及低空武装目标的导弹，但是由于战场态势等原因，经常有士兵用来攻击其他目标如堡垒、密集冲锋的步兵、甚至轻装甲车辆，这就显得非常不经济。早在伊拉克战争中就传出过資金不足使陆军开始打不起标枪导弹的传闻。

## 基本資料
- 主要用途：單兵攜帶式反坦克飛彈。
- 承包商：洛克希德馬丁公司、雷神公司
- 發動機：固體燃料火箭
- 長度：
  - 飛彈1.1m
  - 發射筒1.2m
- 直徑：
  - 飛彈127mm
  - 發射筒142mm
- 重量：
  - 飛彈11.8kg
  - CLU6.4kg
- 彈頭：

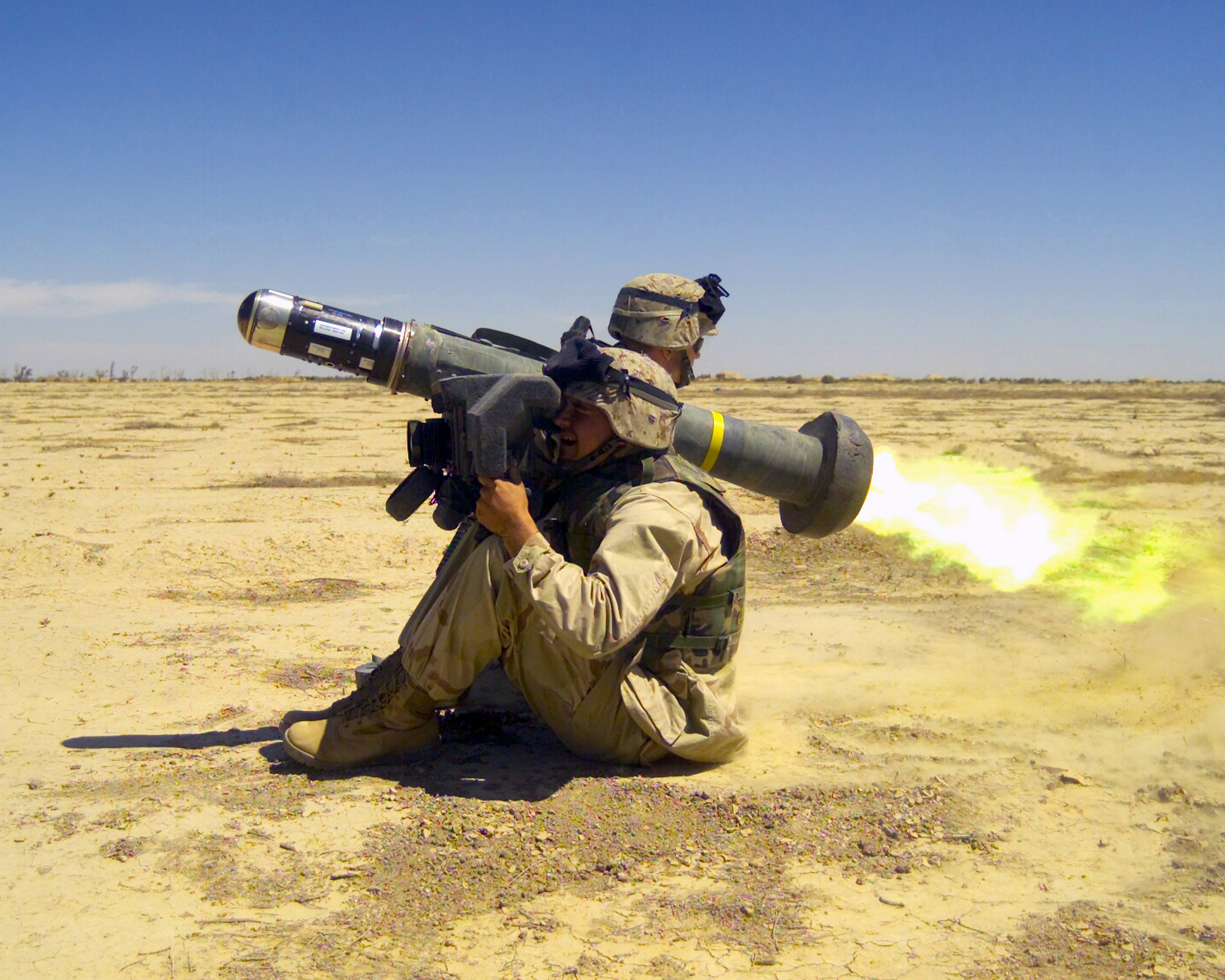
標槍飛彈發射時的後焰

  - 縱列錐形裝藥高爆穿甲彈（HEAT）8.4kg
  - 貫穿能力：750mm滾軋均質裝甲（RHA）
- 射程：>75m至<2500m
- 導引系統：紅外線成像導引，射後不理
- 控制發射元件：
  - 被動目標獲取和火控，內建日視／熱像模式
  - 日視放大4倍，熱像放大4倍和9倍

## 使用國

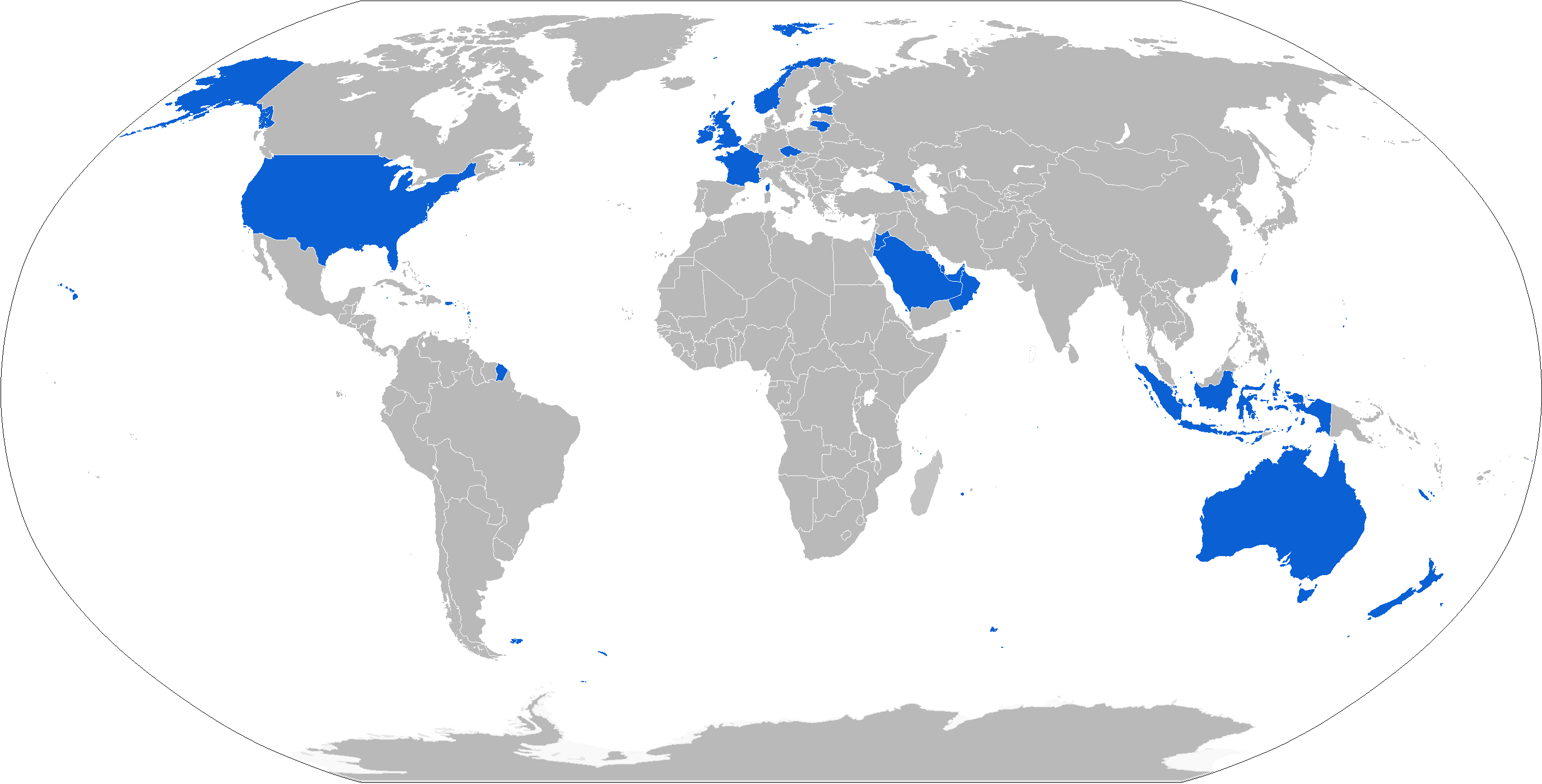
標槍飛彈的使用國。

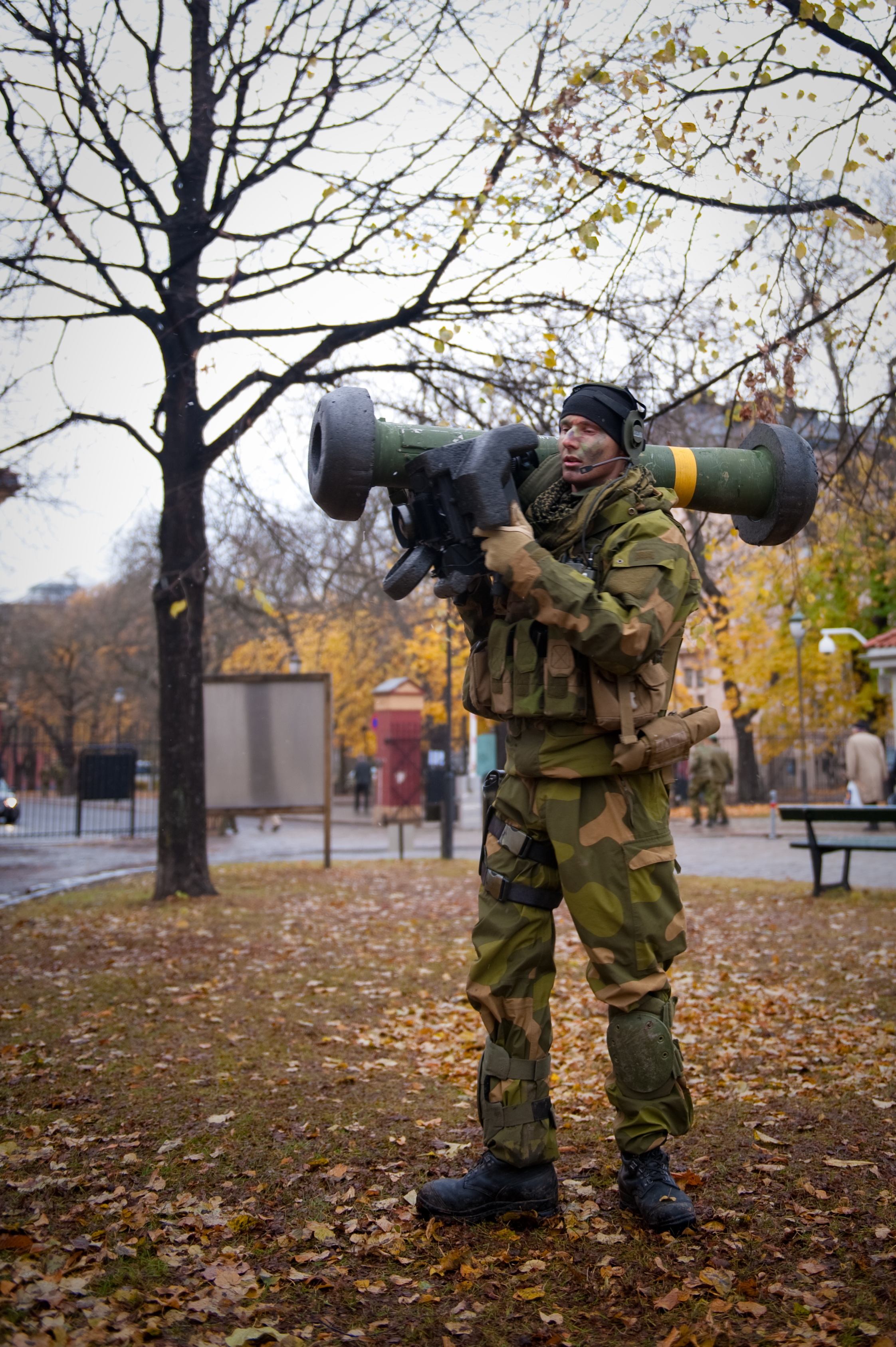
一名挪威士兵示範使用標槍飛彈。

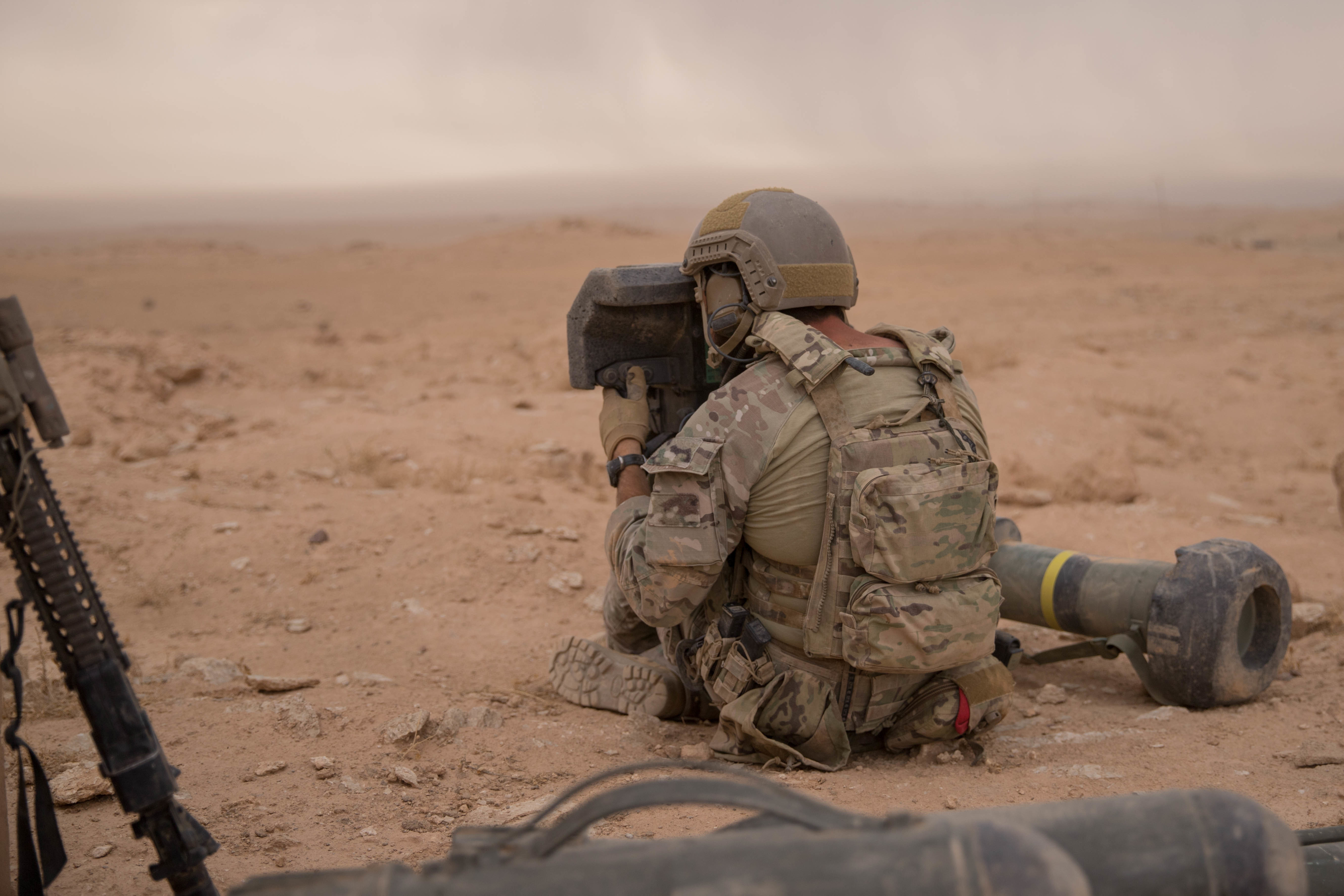
一名在敘利亞使用標槍飛彈攻擊伊斯蘭國武裝份子的美國陸軍特種部隊隊員。

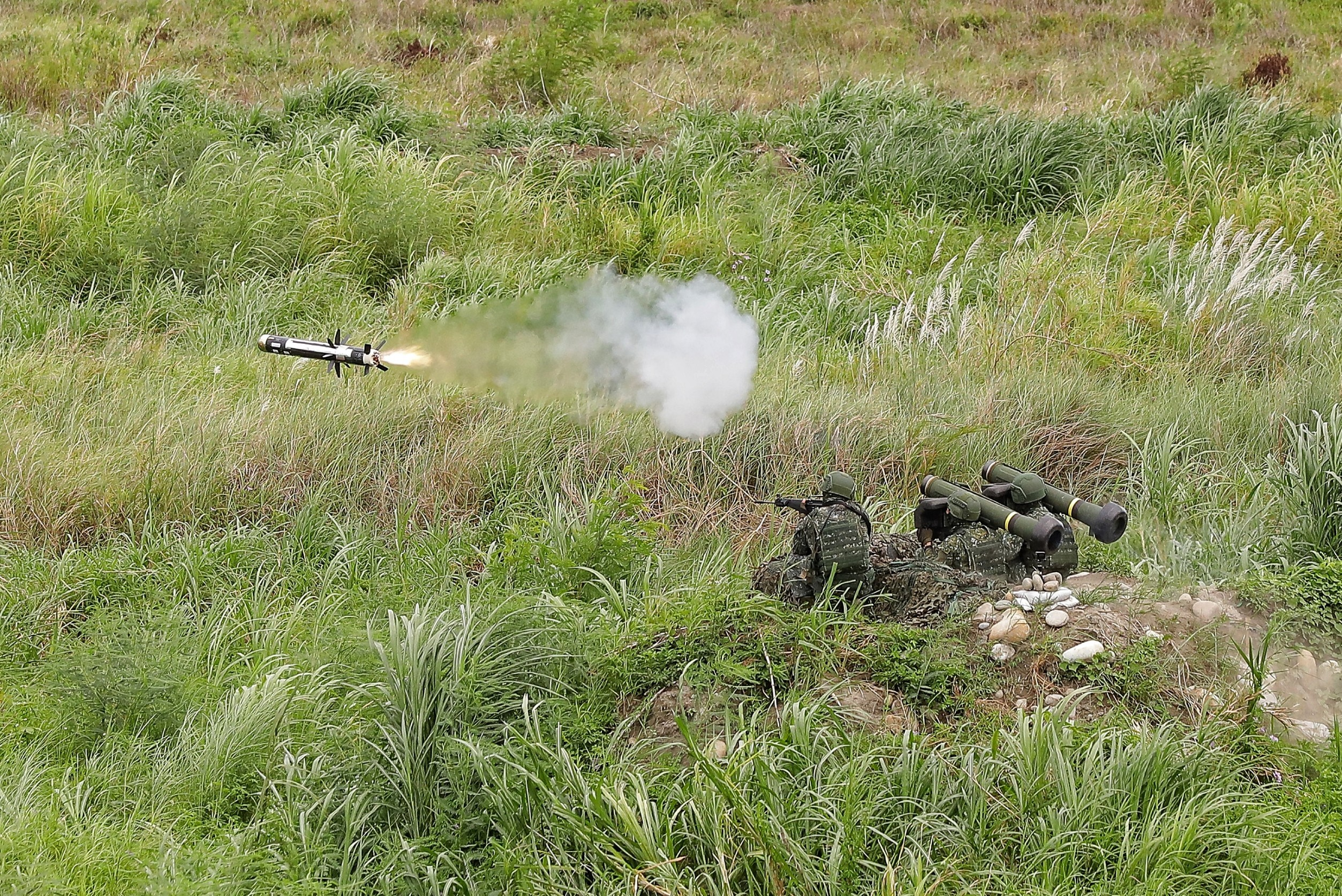
漢光演習時中華民國海軍陸戰隊隊員參與反裝甲演練，發射標槍飛彈攻擊海上標靶。

- ：92具標槍發射器。[15]
- 奥地利
- ：50具標槍發射器。
- 巴林：13具標槍發射器。[16]
- 捷克：已購買3具標槍發射器與12枚標槍飛彈給特種部隊使用（計畫用於阿富汗）[17]
- 爱沙尼亚：在2016年確定採購120具發射器、350枚飛彈[18]
- 法國：76具標槍發射器與260枚標槍飛彈用於阿富汗[19]，在MMP反裝甲飛彈（英语：Missile Moyenne Portée）量產後已不續購。
- ：俄羅斯曾指控在俄羅斯－喬治亞戰爭間有配備，但實情不明；美國則在2017年批核72具發射器、410枚飛彈與相關零配件的軍售，總價7,500萬美金。
- 印度尼西亞：25具發射器、189枚飛彈。[20]
- 愛爾蘭：36具發射器[21]
- 约旦：2004、2009各採購一批；2004年採購30具發射器、116枚飛彈；2009年採購116具發射導控組件（Command Launch Units、CLU）、1,808枚飛彈，總價3.88億美金 [22]
- 利比亞：由利比亞國民軍使用。
- 立陶宛：40具標槍發射器，2001年採購。[23]2015年12月海外軍售核可增購74具發射導控組件、220發飛彈，總價5500萬美金。
- 新西兰：24具標槍發射器與120枚標槍飛彈。[24]
- 挪威：100具標槍發射器與526枚標槍飛彈，2006年訂購，自2009年起開始配發。[25]
- 阿曼：30具標槍發射器。[26]
- 巴基斯坦
- ：2013年5月海外軍售核定出售50具標槍發射器與500枚標槍飛彈，2014年3月簽訂合約。[27]
- 西庫德斯坦：美國無正式銷售，但在2014年敘利亞哈塞克省戰場已目擊人民保護部隊曾使用標槍飛彈攻擊伊斯蘭國與敘利亞政府軍，武器很可能由美國特種作戰部隊讓渡。[28]
- 俄羅斯：2022年俄羅斯入侵烏克蘭期間自烏軍繳獲，但保養狀況不明。
- 中華民國：在2002年，花費3千9百萬美元購買40具標槍發射器與360枚標槍飛彈。在合約內容裡，還包括配備、後勤支援、相關配備與訓練等[29]。2015年，美國通過對台灣20具標槍發射器與182枚以上標槍飛彈的軍售案[30]，2022年交運標槍飛彈系統42套、飛彈400枚，以及建立訓練能量、整體後勤支援、美方支援服務及各式備份料件等等[31]。
- 沙烏地阿拉伯：20具發射器、150枚飛彈。
- 泰國
- 阿联酋[32]
- 乌克兰：37具發射器、210枚飛彈。該批飛彈在2018年4月30日已交貨，但目前未公布任何銷售細節資料[33]。2019年末，烏克蘭政府宣佈已續購150枚飛彈和10具發射器[34]。這批物資已於2020年6月21日運抵烏克蘭[35]。2022年俄羅斯入侵烏克蘭期間多個盟國再向烏克蘭供應標槍飛彈。
- 英国：於2005年投入服役，至少有850具發射器和9,000發飛彈[36][37]。
- 美国：[38][39]

有意願卻未採購的國家
- 印度：2013年之前印度曾向美國告知採購意願[40]，印度希望美國允諾授權在地生產，但美國未接受該條件；2013年9月美國聲稱將與印度共同開發新型標槍飛彈，但印度未允諾該計畫；2014年10月，印度採購以色列拉斐爾長釘反坦克導彈，標槍飛彈的採購接觸正式劃下終點。

## 流行文化
- 它是以下電子遊戲的武器之一：

1. 《美國陸軍二》[41]
2. （包括重製版）

- 它是以下电影的武器之一：

1. 科洛弗檔案[42]

## 外部連結
- Lockheed Martin
- Designation Systems（页面存档备份，存于）
- FAS article on Javelin（页面存档备份，存于）
- Javelin takes out insurgent van in Iraq（页面存档备份，存于）
- Javelin test firing（页面存档备份，存于）
- Javelin used against a machine gun position in Afghanistan（页面存档备份，存于）
- Javelin destroys insurgent vehicle